# Saw X
Saw X è un film del 2023 montato e diretto da Kevin Greutert.
La pellicola, decimo capitolo della serie di Saw, è un midquel che si colloca cronologicamente tra gli eventi di Saw - L'enigmista (2004) e quelli di Saw II - La soluzione dell'enigma (2005).

## Trama
John Kramer, che è malato di cancro al cervello e a cui restano pochi mesi di vita, scopre grazie a Henry Kessler, paziente guarito dal cancro al pancreas conosciuto a un circolo di supporto, dell'esistenza di una cura sperimentale e rischiosa che potrebbe guarirlo (la terapia per la quale richiese, senza successo, copertura assicurativa in Saw VI ).
Uscendo dall'ospedale, John vede un inserviente derubare un paziente, e poco dopo il ragazzo si trova fissato a un macchinario che gli aspirerà gli occhi se non riuscirà a girare una rotella con la mano sinistra e spezzarsi le dita dell'altra mano, ma si scopre che è solo frutto dell'immaginazione di John, in quanto il ragazzo, alla fine, decide di non rubare niente.
John contatta il capo dello staff che si occupa dell'operazione, la dottoressa Cecilia Pederson. Questa "miracolosa" cura viene svolta in Norvegia, in quanto negli Stati Uniti non è consentito, ma essendo John un malato terminale viene invitato a operarsi in una più vicina clinica messicana. John parte e si sottopone, entusiasta, al trattamento, incoraggiato anche da Parker Sears, paziente appena uscito dalla sala operatoria per un tumore tiroideo.
L'intervento si svolge apparentemente bene e, prima di ripartire per gli Stati Uniti, nel tentativo di ringraziare la dottoressa e coloro che si sono presi cura di lui, torna alla clinica con un regalo. Qui scopre che in realtà si è trattato di una truffa e che lui non è stato veramente operato. Scopre inoltre che i malati di cancro trattati dalla Pederson sono tutti morti. Da quel momento John Kramer inizia a meditare vendetta rivestendo i panni di Jigsaw. Tramite gli agganci del fido Mark Hoffman e con l'aiuto dell'apprendista Amanda Young rapisce tutti coloro che sono stati coinvolti nella truffa ai suoi danni: il tassista Diego (che, nei panni di un tale dottor Cortez, si è anche finto colui che lo ha operato), Mateo e Valentina (due finti infermieri), Gabriela (una tossicodipendente che ha assistito John in Messico) e la dottoressa Pederson. Jigsaw si è anche appropriato dei soldi strappati alle vittime truffate dai farabutti che ora ha fra le mani.
Il primo gioco è quello di Diego che si ritrova con due bisturi legati alle mani e due bombe agganciati alle sue braccia. Il ragazzo riesce in tre minuti a lacerarsi le braccia e a rimuovere le bombe, sopravvivendo.
In un'altra stanza sono rinchiusi Valentina, Mateo, Gabriela e Cecilia. Ognuno di loro, sotto diretta osservazione di John e Amanda, deve superare la propria prova: Valentina deve amputarsi la gamba destra e aspirare il midollo dal femore, ma fallisce e viene decapitata; Mateo deve aprirsi il cranio ed estrarre un pezzo del suo cervello per farlo sciogliere in un vaso di enzimi, tuttavia neanche lui supera la prova e la sua testa viene chiusa in una maschera che gli brucia il volto con delle piastre; Gabriela deve rompersi con una mazza il polso sinistro e la caviglia destra per liberarsi dalle catene che la legano e la tengono di fronte a una macchina che emette radiazioni ad alta intensità. La ragazza esegue le istruzioni e riesce a liberarsi ma con delle gravi ustioni e John chiede ad Amanda di portare la ragazza in un ospedale.
Durante lo svolgimento del gioco però si presenta Sears. Questi, arrivato lì nelle vesti di ennesima vittima truffata, si rivela invece come complice e amante della dottoressa, tanto che, tenendo sotto tiro John e Amanda, libera Cecilia (la quale uccide Gabriela) e obbliga John e Amanda a incatenarsi nel loro stesso gioco. Il gioco della dottoressa viene quindi svolto da John e da Carlos, un bambino che era diventato amico di John e che si ritrova coinvolto nel gioco semplicemente perché si trovava nei pressi dell'edificio. Entrambi rischiano di venire soffocati da una cascata di sangue diretta sulle loro facce mentre Sears e Cecilia cercano i soldi delle vittime truffate nella stanza di John per poi poter scappare.
Tuttavia, appena trovano la presunta borsa con i soldi (in realtà piena di cartacce), i due attivano un timer di dieci minuti e la porta si chiude bloccandoli nella stanza mentre John, Amanda e Carlos si liberano dalle catene. Sears e Cecilia si trovano quindi catapultati nella loro vera prova: John era sicuro che l'uomo si sarebbe fatto vivo grazie a un suggerimento del pentito Diego per cui, poiché non era riuscito a rintracciarlo personalmente, aveva intenzionalmente fatto in modo che Cecilia gli telefonasse attirandolo nella trappola. La stanza inizia a riempirsi di un gas chimico che ustiona entrambi i complici e ha un solo buco nel muro, per cui solo uno di loro può respirare aria e sopravvivere. I due iniziano a lottare e alla fine è la dottoressa a prevalere, accoltellando l'uomo. Trascorsi i dieci minuti il gas smette di uscire e Cecilia rimane ancora viva, anche se poi rimarrà rinchiusa nella stanza. Nel frattempo John, Amanda e Carlos (a cui l'uomo dà i soldi che la dottoressa aveva ottenuto dai pazienti truffati) lasciano la stanza all'alba del nuovo giorno.
Durante i titoli di coda, una scena mostra Henry Kessler (colui che indirizzò John verso Pederson) legato al soffitto del bagno dove si è svolto il primo film. L'uomo viene raggiunto da John, che nota l'assenza della cicatrice allo stomaco dovuta alla sua operazione e rivelando come anche Kessler fosse coinvolto nella truffa. I due vengono quindi raggiunti dal fido Mark Hoffman che ribadisce l'errore (e la sfortuna) dell'uomo ad aver tentato di truffare proprio John. La scena si chiude con John e Hoffman che guardano Kessler urlante mentre viene sottoposto alla sua prova.

## Produzione

### Sviluppo
Nell'aprile 2021, un decimo film della serie Saw, intitolato Saw X, è stato annunciato dalla Twisted Pictures. Nell'agosto 2022, Bloody Disgusting ha reso noto che il film sarebbe stato diretto da Kevin Greutert, già regista di Saw VI (2009) e Saw 3D (2010).

### Cast
Nell'ottobre 2022, Tobin Bell è stato scelto per riprendere il ruolo di John Kramer / Jigsaw. Nel dicembre 2022, Synnøve Macody Lund, Steven Brand e Michael Beach si sono uniti al cast, così come Renata Vaca, Paulette Hernandez, Joshua Okamoto e Octavio Hinojosa.

### Riprese
Le riprese principali si sono svolte a Città del Messico dall'ottobre 2022 al febbraio 2023.

## Promozione
Il trailer è stato distribuito il 29 luglio 2023.

## Distribuzione
Il film era inizialmente programmato nelle sale cinematografiche statunitensi a partire dal 26 ottobre 2023, ma la sua uscita viene in seguito anticipata al 29 settembre 2023. In Italia era rimasta invariata la data di distribuzione originale, successivamente anticipata di un giorno, al 25 ottobre 2023.

## Accoglienza

### Incassi
Il film ha incassato 53607898 $ in Nordamerica e 58215149 $ nel resto del mondo, per un totale di 111823047 $.

### Critica
Saw X è stato accolto in maniera generalmente positiva dalla critica. Sull'aggregatore di recensioni Rotten Tomatoes ha ottenuto l'80% dei giudizi professionali positivi, con un voto medio di 6,5 su 10 basato su 150 critiche, mentre su Metacritic ha un punteggio di 60 su 100 basato su 26 recensioni.
Si tratta del film della serie di Saw con i punteggi più alti su entrambi i siti.

## Sequel
Inizialmente previsto in uscita a settembre 2025, Saw XI è stato cancellato a causa di dissapori fra i produttori.